# Bill Smith (cestista 1949)
William A. Smith, detto Bill (Rochester, 14 febbraio 1949), è un ex cestista statunitense, professionista nella NBA.

## Carriera
Venne selezionato dai Portland Trail Blazers al terzo giro del Draft NBA 1971 (42ª scelta assoluta).